# Armando Frank
Armando Frank war ein mexikanischer Fußballspieler auf der Position eines Verteidigers.

## Laufbahn
Frank spielte von mindestens 1932/33 bis zum Ausklang der Amateurepoche des mexikanischen Fußballs in der Saison 1942/43 beim Club América, mit dem er in der Saison 1937/38 den Pokalwettbewerb gewann.
In derselben Saison 1937/38 kam Frank auch zu fünf Länderspieleinsätzen für die mexikanische Fußballnationalmannschaft. Sein Debüt bestritt er am 25. September 1937 in einem WM-Qualifikationsspiel gegen den nördlichen Nachbarn Vereinigte Staaten, das 5:1 gewonnen wurde. Seine weiteren vier Einsätze absolvierte Frank im Februar 1938 beim in Panama ausgetragenen Fußballturnier der Zentralamerika- und Karibikspiele, das die Mexikaner zu ihren Gunsten entschieden.
Obwohl Frank in der Defensive agierte, war er ein sicherer Strafstoß-Schütze und kam in dieser Funktion häufig für seinen Verein zum Einsatz.

## Erfolge

### Verein
- Mexikanischer Pokalsieger: 1938

### Nationalmannschaft
- Sieger der Zentralamerika- und Karibikspiele: 1938